# 릭 곤살레스
릭 곤살레스(Rick Gonzalez, 1979년 6월 30일 ~ )는 미국의 배우이다.

## 출연 작품
- 듀스 (2016)
- 빅터 (2015)
- 메이크 유어 무브 (2014)
- 코멘스먼트 (2013)
- 이머고 (2011)
- 플라잉 레슨 (2010)
- 프라이드 앤 글로리 (2008)
- 프로모션 (2008)
- 게임 오브 라이프 (2007)
- 일레갈 텐더 (2007)
- 왓 위 두 이즈 시크릿 (2007)
- 리퍼 (2007)
- 엘라의 계곡 (2007)
- 퍼스트 스노우 (2006)
- 포 유어 컨시더레이션 (2006)
- 펄스 (2006)
- 롤 바운스 (2005)
- 우주 전쟁 (2005)
- 코치 카터 (2005)
- 바이커 보이즈 (2003)
- 올드 스쿨 (2003)
- 로렐 캐년 (2002)
- 루키 (2002)
- 크로커다일 던디 3 (2001)
- 프린스 오브 센트럴 파크 (2000)